# Tempo de acesso
Tempo de acesso é o retardamento temporal ou latência entre uma solicitação de um sistema eletrônico e o acesso ser completado ou o dado solicitado ser informado.

## Tipos
- Num sistema de telecomunicações, tempo de acesso é o tempo decorrido entre o início de uma tentativa de acesso e o acesso bem-sucedido. Valores de tempo de acesso são mensurados somente em tentativas de acesso que resultam em acessos bem-sucedidos.
- Num computador, é o intervalo de tempo entre o instante no qual uma unidade de controle de instrução inicia uma solicitação de dados ou uma solicitação para armazenar dados, e o instante no qual os dados são fornecidos ou o armazenamento é iniciado.
- Em acionadores de disco, tempo de acesso a disco é o tempo exigido para que um computador processe dados dum processador e então recupere os dados solicitados de um dispositivo de armazenamento, tal como um disco rígido. Para discos rígidos, o tempo de acesso a disco é determinado por uma soma do tempo de busca, atraso rotacional e tempo de transferência.
  - Tempo de busca - é o tempo para que o braço de acesso atinja a trilha que contém o setor desejado.
  - Atraso rotacional - é o atraso para que a rotação do disco posicione o setor solicitado sob a cabeça de leitura-gravação do mecanismo. Depende em grande parte da velocidade rotacional do disco, mensurada em rotações por minuto (RPM).
  - Tempo de transferência - tempo durante o qual os dados são realmente lidos ou escritos na mídia, com um certo throughput.

Médias teóricas de tempo de acesso ou latência são mostrados na tabela abaixo, baseados na relação empírica de que a latência média em milissegundos para tal acionador é de cerca de 30000/RPM:
| Rotação em RPM | Latência média (ms) |
| -------------- | ------------------- |
| 4200           | 7,14                |
| 5400           | 5,55                |
| 7200           | 4,17                |
| 10000          | 3                   |
| 15000          | 2                   |